# Thái Bá Tân
Thái Bá Tân sinh ngày 27 tháng 2, 1949  tại xã Diễn Lộc, huyện Diễn Châu, tỉnh Nghệ An là dịch giả, nhà thơ, nhà văn Việt Nam.

## Tiểu sử
Ông sinh ra trong dòng họ Thái, được coi là hậu duệ của Tao Đàn Phó Nguyên Soái Thái Thuận dưới triều Lê Thánh Tông. Ông từng học Đại học ngoại ngữ Matscova (khoa phiên dịch tiếng Anh) 1967 – 1974. Phiên dịch tiếng Anh và Nga ở Bộ Thủy Sản. Dạy tiếng Anh và văn học Anh tại Đại học Sư phạm ngoại ngữ Hà Nội 1975 – 1978. Sau đó ông về làm biên tập sách tại nhà xuất bản Lao động, Hội nhà văn. Hiện thuộc biên chế Hội Nhà văn Việt Nam, phó chủ tịch Hội đồng Văn học nước ngoài và ủy viên Ban đối ngoại của hội. Hiện ông đang sống và làm việc tại Hà Nội. 
Đã xuất bản khoảng 70 đầu sách, gồm thơ dịch, truyện ngắn và thơ sáng tác.
Hơn hai mươi lăm năm ông tổ chức lớp học thêm tiếng Anh cho sinh viên tại Hà Nội, với gần 300 người một lớp, rất nhiều thế hệ học sinh, sinh viên đã trưởng thành và thành công từ lớp học tiếng Anh này của ông.

## Tác phẩm tiêu biểu

### Dịch thuật
- Tuyển tập thơ G.G.Byron
- Thơ cổ phương Đông (thơ 4 câu của Omar Khayam)
- Nghịch lý của bàn tay của E. Mejelaitis
- Cổ thi tác dịch
- Thơ tình thế giới (2004) Trong tuyển tập này, ông đã dịch rất nhiều bài thơ tình hay từ các nhà thơ nổi tiếng trên thế giới. Một số bài tiêu biểu:

| Những lời chưa nói (Rabindranath Tagore) Tôi nhớ lần mắt hai đứa gặp nhau, Nhưng tôi chẳng nói gì, Chỉ cùng em đứng vậy... Và bây giờ những lời chưa nói ấy Như con thuyền chao sóng biển lòng tôi. Tôi biết bây giờ chẳng thể đi đâu Để trốn khỏi những lời chưa nói ấy. Tôi thấy chúng trong hoa, Trong vầng dương mới dậy, Trong gió mang về trả sóng biển lòng tôi Những lời chưa nói ấy. | Em bảo anh (Silva Kaputikyan) Em bảo anh: Đi đi! Sao anh không đứng lại? Em bảo: Thôi, ích gì... Ai ngờ anh xa mãi. Đôi mắt em, lặng im. Nhưng mắt em nói thật. Sao anh tin lời em, Mà không tin đôi mắt? | Anh và em (Heinrich Heine) Anh và em không hẹn, Cùng đi chuyến xe đêm. Hai đứa cười vui vẻ, Chỉ mình anh với em. Sáng ra ta kinh ngạc, Thấy người khách thứ ba Là tình yêu lậu vé Lén vào ngồi bên ta. |

### Thơ
- Lục ngôn thi tập
- Bàn tay hình chiếc lá

#### Thơ thời sự
- “Vứt mẹ cái khẩu hiệu / Còn đảng là còn mình./ Thế mai kia đảng chết / Không lẽ mày quyên sinh?“ [2]

### Tiểu thuyết
- Đói, Knut Hamsun
- Yevgeny Onegin, Aleksandr Puskin
- Kho báu của vua Xôlômông, Henry Haggard
- Nàng Margaret xinh đẹp, Henry Haggard

### Truyện ngắn
- Ông già và chiếc đàn piano, 2002

## Tranh cãi
Cuốn Thơ Haiku Nhật Bản của dịch giả Thái Bá Tân được phát hành tháng 11/2013 (Nhà sách Đông Tây liên kết với Nhà xuất bản Lao Động ấn hành). Tuy vậy, sau khi đọc những bài thơ dịch trong sách, độc giả có thể phát hiện nhiều lỗi sai trong dịch thuật.